# Yuriy Zorin
Yuriy Zorin (Unión Soviética, 4 de septiembre de 1947) fue un atleta soviético especializado en la prueba de 4x400 m, en la que consiguió ser subcampeón europeo en 1969.

## Carrera deportiva
En el Campeonato Europeo de Atletismo de 1969 ganó la medalla de plata en los relevos de 4x400 metros, con un tiempo de 3:03.0 segundos, llegando a meta tras Francia (oro con 3:02.3 segundos que fue récord de los campeonatos) y por delante de Alemania del Oeste (bronce).